# Xian de Rong (Guangxi)
Pour les articles homonymes, voir Rong.
Le xian de Rong (容县 ; pinyin : Róng Xiàn) est un district administratif de la région autonome du Guangxi en Chine. Il est placé sous la juridiction de la ville-préfecture de Yulin.

## Démographie
La population du district était de 818 900 habitants en 2010.